# Ernst Engelberg
Ernst Engelberg, född 5 april 1909 i Haslach im Kinzigtal, död 18 december 2010 i Berlin, var en tysk marxistisk historiker och författare. Han var professor vid Leipzigs universitet och ordförande för Historiker-Gesellschaft. Engelberg är känd för sitt tvåbandsverk om Otto von Bismarck. 

## Biografi
Ernst Engelberg föddes i Haslach im Kinzigtal år 1909; han var son till förläggaren Wilhelm Engelberg och dennes hustru Therese, född Aiple. 
Engelberg gick med i Tysklands kommunistiska ungdomsförbund år 1928 och i Tysklands kommunistiska parti (KPD) två år senare. Mellan 1927 och 1934 studerade Engelberg historia, nationalekonomi, filosofi och rättsvetenskap vid universiteten i Freiburg, München och Berlin; vid det sistnämnda lärosätet var professor Gustav Mayer en av hans lärare. Engelberg fullbordade sin avhandling – Die deutsche Sozialdemokratie und die Bismarcksche Sozialpolitik – 1934, men då hade den politiska scenen i Tyskland förändrats och hans lärare Mayer, som var jude, hade tvingats i exil. Trots detta tillät Berlins universitet Engelberg att försvara sin avhandling, men några dagar senare greps han av myndigheterna och åtalades för att ha planerat att begå högförräderi. Engelberg ställdes inför rätta den 17 oktober 1934 och dömdes till ett och ett halvt års fängelse att avtjänas i fängelset i Luckau.
Engelberg frisläpptes 1936 och emigrerade då till Schweiz. På inrådan av Gustav Mayer sökte Engelberg till och blev antagen till Institut universitaire de hautes études internationales i Genève och erhöll ett stipendium. Han blev även medlem av Institutet för socialforskning i Genève, där han lärde känna Hans Mayer, Hans Kelsen och Max Horkheimer. Därtill hade han kontakter inom Nationalkomitee Freies Deutschland. År 1940 emigrerade Engelberg till Turkiet, där han fram till 1948 undervisade vid Istanbuls universitet. Sistnämnda år återvände han till Tyskland och den dåvarande sovjetiska ockupationszonen. Året därpå grundades DDR och Engelberg kom att under fyrtio år ha en framgångsrik akademisk karriär.
I Östtyskland undervisade Engelberg vid Pädagogische Hochschule i Potsdam, senare Potsdams universitet. År 1949 utnämndes Engelberg till professor i den tyska arbetarrörelsens historia vid Leipzigs universitet. Bland hans kolleger fanns Hans Mayer, Ernst Bloch, Walter Markov, Wieland Herzfelde och Hermann Budzislawski. Engelberg utsågs år 1951 till direktor för Institut für deutsche Geschichte, vars forskning fokuserade på den socialdemokratiska rörelsen under 1800-talets senare hälft och tongivande personer som August Bebel, Friedrich Engels och Julius Motteler. Mellan 1958 och 1965 var Engelberg ordförande för Historiker-Gesellschaft. Från 1969 till sin pensionering 1974 var han direktor för Forschungsstelle für Methodologie und Geschichte der Geschichtswissenschaft vid Akademie der Wissenschaften der DDR.